# Бодоко
Бодоко́ (порт. Bodocó) — муниципалитет в Бразилии, входит в штат Пернамбуку. Составная часть мезорегиона Сертан штата Пернамбуку. Входит в экономико-статистический микрорегион Арарипина. Население составляет 33 385 человек. Занимает площадь 1604,9 км². Плотность населения — 20,81 чел./км².
Праздник города — 12 июня.

## История
Город основан в 1924 году.